# Tom Davies (Fußballspieler, 2003)
Thomas „Tom“ Alfred Davies (* 11. November 2003) ist ein walisischer Fußballspieler, der bei Cardiff City unter Vertrag steht.

## Karriere

### Verein
Tom Davies trat der Jugendakademie von Cardiff City auf der U14-Ebene bei. Sein Profidebüt für die erste Mannschaft von Cardiff gab er am 10. August 2021 im Alter von 17 Jahren bei einem 3:2-Sieg im EFL Cup über Sutton United. Im Oktober desselben Jahres erhielt er seinen ersten Profivertrag mit einer Laufzeit bis Juni 2024. Im Januar 2023 wurde er für vier Monate zu Pontypridd United in die Cymru Premier, der höchsten Spielklasse im walisischen Fußball verliehen. Dem Aufsteiger verhalf er mit vier Toren in neun Ligaspielen in der Rückrunde der Saison 2022/23 zum Klassenerhalt.
Im Juli 2023 wechselte Davies auf Leihbasis für die Saison 2023/24 zum FC Kilmarnock nach Schottland.

### Nationalmannschaft
Tom Davies spielte im Jahr 2021 in Länderspielen für die walisische U18- und U19-Nationalmannschaft. Im November 2023 debütierte er für die walisische U-21-Nationalmannschaft gegen Island.